# Congrès international des mathématiciens de 1904
Le Congrès international des mathématiciens de 1904 (en abrégé ICM 1904) a été le deuxième Congrès international des mathématiciens tenu à Heidelberg, Allemagne du 8 août au 13 août 1904.
Il y avait 336 membres à part entière du Congrès et 60 membres associés.
Le Congrès de 1904 se tint à Heidelberg et la Société mathématique allemande décida de lier le Congrès à la célébration du centenaire de la naissance de Carl Jacobi. Leo Königsberger a été invité à donner la première conférence sur la biographie de Jacobi et celle-ci a été imprimée et offerte en cadeau à tous les participants au Congrès.
Königsberger a également écrit une biographie scientifique de Jacobi que les participants pouvaient acheter à un tiers du prix total. 
Une caractéristique intéressante du Congrès fut une conférence de Julius König dans laquelle il «prouva» que l'hypothèse du continu de Cantor était fausse. Georg Cantor lui-même assista à cette conférence et dit à la fin combien il était reconnaissant d'avoir vécu pour voir cette réponse, même si cela montrait que sa conjecture était fausse. La «preuve» était cependant erronée et quelque temps plus tard, Ernst Zermelo y trouva l'erreur.
Lors du deuxième congrès international des mathématiciens de 1900 à Paris, la société mathématique allemande s'est chargée de convoquer le prochain congrès en 1904. Déjà lors de la réunion d'affaires de la société mathématique allemande à Hambourg à l'automne 1901, Heinrich Weber a été élu le président du Congrès international des mathématiciens de 1900 et lors d'une réunion préliminaire à Leipzig le 27 mars 1902, une première base pour l'organisation du Congrès fut mise en place. À cette époque, il y avait déjà une ambiance claire pour Heidelberg, et une fois que le conseil municipal de Heidelberg a accepté d'accueillir le Congrès avec hospitalité, il a finalement été décidé lors de la réunion d'affaires du 25 septembre 1902 à Karlsbad d'inviter le Congrès à Heidelberg début août 1904. Le rapporteur a été élu secrétaire du Congrès et un comité pour la préparation du troisième Congrès international des mathématiciens, qui, après quelques cooptations ultérieures, se composait des membres suivants:
Wilhelm Ackermann (Teubner, libraire d'édition à Leipzig). Alexander von Brill (professeur à l'Université de Tübingen). Moritz Cantor (professeur à l'Université de Heidelberg). Martin Disteli (professeur à l'Université de Strasbourg). Walther von Dyck (professeur à l'Université technique de Munich). August Gutzmer (professeur à l'Université d'Iéna). Guido Hauck (professeur à l'Université technique de Berlin). David Hilbert (professeur à l'Université de Göttingen). Felix Klein (professeur à l'Université de Göttingen). Adolf Kneser (professeur à la Bergakademie Berlin). Leo Königsberger (Professeur à l'Université de Heidelberg). Adolf Krazer (professeur à l'Université technique de Karlsruhe). Jacob Lüroth (professeur à l'Université de Fribourg). Rudolf Mehmke (professeur à l'Université technique de Stuttgart). Wilhelm Franz Meyer (professeur à l'Université de Königsberg). Max Noether (professeur à l'Université d'Erlangen). Carl Runge (professeur à l'Université technique de Hanovre). Hermann Schubert (professeur au Johanneum Hambourg). Friedrich Schur (professeur à l'Université technique de Karlsruhe). Hermann Amandus Schwarz (professeur à l'Université de Berlin). Paul Stäckel (professeur à l'Université de Kiel). J P Treutlein (directeur du Real- und Reform-Gymnasium Karlsruhe). Heinrich Weber (professeur à l'Université de Strasbourg).
Ce comité se réunit pour la première fois le 20 avril 1903 à Heidelberg pour une discussion préliminaire. Les décisions prises à cette époque sont restées déterminantes pour l'organisation ultérieure du Congrès et peuvent donc être communiquées ici.
Depuis que le centième anniversaire de la naissance du grand mathématicien allemand CGJ Jacobi tombe en 1904, l'idée d'une célébration Jacobi a été envisagée, et après que Leo Königsberger (Heidelberg) ait accepté de prononcer un discours et de présenter la biographie scientifique complète de Jacobi au Congrès, il a été décidé de combiner une célébration Jacobi avec le Congrès, qui a abouti à un discours commémoratif pour Jacobi qui sera prononcé lors de la première assemblée générale par Königsberger.
En ce qui concerne les conférences scientifiques, il a été décidé que quatre conférences majeures devraient avoir lieu dans deux autres assemblées générales, de telle sorte qu'une conférence soit donnée en allemand, anglais, français et italien. Le président était chargé d'inviter les conférenciers.
Toutes les autres conférences devraient avoir lieu dans les réunions de section, pour lesquelles deux jours ont été alloués. Six sections ont été formées et parmi les membres du comité ont été choisis ceux qui les présentaient, qui organiseraient les conférences de la section et dirigeraient la composition des sections au Congrès.

## Absence de Poincaré
En avril 1908, Henri Poincaré monte à bord d'un train pour Rome, où il envisage de prononcer une conférence plénière au congrès international des mathématiciens de 1904, sur l'état actuel des mathématiques et ses perspectives d'avenir. C'était sa première occasion de répondre au discours de David Hilbert, prononcé au congrès international des mathématiciens de 1900, dans lequel Hilbert avait présenté une liste désormais célèbre de problèmes pour le nouveau siècle. Poincaré n'aurait pas pu répondre à l'Congrès international des mathématiciens intermédiaire, car il avait choisi d'aller au Congrès international des arts et des sciences à Saint-Louis, où il a parlé du passé, du présent et de l'avenir de la physique. Cependant, en 1908, il savait que les problèmes de Hilbert commençaient à attirer l'attention et, comme de nombreux mathématiciens français, il était bien conscient que les Allemands faisaient les choses différemment - et plutôt bien. Hilbert attirait désormais de nombreux étudiants talentueux à Göttingen, dont plusieurs étrangers. Poincaré, en tant que leader universellement reconnu de la communauté mathématique française, s'est clairement senti poussé à relever le défi de Hilbert.

## Référencies
1. ↑  (en) « Memorial speech for Carl Gustav Jacob Jacobi », sur Maths History (consulté le 2 septembre 2021)
2. ↑  Son vrai nom est inconnu